# Číčenice, Strakonice
Číčenice là một làng thuộc huyện Strakonice, vùng Jihočeský, Cộng hòa Séc.